# إيهور كالينين
إيهور كالينين (بالأوكرانية: Ігор Олегович Калінін)‏ (بالروسية: Игорь Олегович Калинин)‏ هو لاعب كرة قدم أوكراني وروسي في مركزي الوسط والدفاع، ولد في 11 نوفمبر 1995 في كرج في أوكرانيا. شارك مع منتخب أوكرانيا تحت 18 سنة لكرة القدم ومنتخب أوكرانيا تحت 19 سنة لكرة القدم. أما مع النوادي، فقد لعب مع دينامو موسكو وروبين قازان وزوريا لوهانسك ونادي إيليتشيفيتس ماريوبول ونادي روستوف.

## وصلات خارجية
- إيهور كالينين على موقع اتحاد أوكرانيا (الإنجليزية)
- إيهور كالينين على موقع قاعدة بيانات كرة القدم.إي يو (الإنجليزية)
- إيهور كالينين على موقع Soccerway.com (الإنجليزية)
- إيهور كالينين على موقع عالم كرة القدم.نت (الإنجليزية)
- إيهور كالينين على موقع AS.com (الإسبانية)